# Federico Chiesa
Federico Chiesa   (Gènova, 25 d'octubre de 1997) és un futbolista italià, que juga com a migcampista al Liverpool FC de la Premier League. És internacional en la selecció italiana.
És fill d'Enrico Chiesa, exfutbolista de la selecció italiana, la Sampdoria, el Parma, l'ACF Fiorentina, i la SS Lazio, entre d'altres.
Als 23 anys, havia estat internacional amb la selecció de futbol d'Itàlia en 31 ocasions. Va debutar el 23 de març de 2018, en un encontre amistós davant la selecció d'Argentina que va finalitzar amb marcador de 2-0 a favor dels argentins. El primer gol amb la selecció el va marcar el 18 de novembre de 2019 davant Armènia en la golejada per 9 a 1 per part dels italians, partit en el qual també va donar 3 assistències de gol.
Va participar en l'Eurocopa 2020. En el partit de huitens de final contra Àustria va marcar el primer gol en els primers minuts d'una pròrroga en la qual Itàlia aconseguiria vèncer per 2-1. També va marcar el gol italià en les semifinals davant Espanya, aconseguint Itàlia la classificació per a la final en la tanda de penals després que Álvaro Morata forçara la pròrroga.

## Palmarès

### Juventus FC
- Supercopa italiana (2020)
- 2  Copes italianes (2021, 2024)

### Liverpool
- Premier League (2024-25)

### Selecció d'Itàlia
- Eurocopa (2020)